# El camino de Santiago
El camino de Santiago  que tiene el título alternativo de El camino de Santiago: Desaparición y muerte de Santiago Maldonado  es una película documental de Argentina filmada en colores dirigida por Tristán Bauer sobre el guion de Omar Quiroga y Florencia Kirchner que se estrenó el 1 de agosto de 2018 y trata sobre la desaparición de Santiago Maldonado. Colaboró como narrador el actor Darío Grandinetti.       

## Sinopsis
El filme empieza con un recorrido ilustrado con fotos y filmaciones antiguas, en el que procura establecer relaciones entre sucesos y personajes de distintas épocas históricas desde el siglo XIX hasta el presente para después, con materiales de archivos, de testimonios de amigos, familiares y compañeros de lucha de Santiago Maldonado intentar refutar la versión judicial de los hechos que rodearon su muerte.

## Críticas
Diego Batlle en La Nación escribió:

”es un claro ejemplo de documental político, de cine militante, por momentos incluso con recursos propios del agitprop…Uno de los aspectos más valiosos del documental es cuando se concentra en exponer las condiciones de vida de los mapuches a partir de testimonios en los que las nuevas generaciones sostienen que han dejado de sentir vergüenza de sus orígenes y hoy reivindican con orgullo su identidad…Más allá de su impecable acabado técnico a nivel de imagen, sonido y edición,…es una película que difícilmente salde las discusiones sobre este caso y mucho menos atenúe la grieta que divide a buena parte de la sociedad argentina. Entusiasmará a la tropa propia e indignará a la ajena, aunque los alcances humanos del film probablemente conmoverán a todos.”

Gaspar Zimerman en Clarín opinó:

” El camino de Santiago hace un sólido racconto de los hechos. Y, como corresponde a un suceso cuya investigación aún está en progreso, plantea más preguntas que certezas. Desde el minuto uno, la película adopta una posición clara: la responsabilidad por la muerte de Santiago Maldonado sería del Gobierno nacional. 
… aun desde su postura política, resulta didáctica, sin meterse en el berenjenal de la causa judicial. Pierde, en cambio, cuando intenta manipular emocionalmente al espectador, mediante algunos testimonios y, sobre todo, canciones obvias -Daniel Viglietti, León Gieco- y una música incidental que subraya lo que ya estamos viendo… y deja flotando algunos de los tantos interrogantes del caso, que difícilmente algún día tengan respuesta.”

## Premios y nominaciones
La película fue galardonada con el premio a mejor largometraje documental en la 15° edición del Festival Internacional de Cine de Gibara, Cuba y con los premios especial del jurado al mejor documental y el de la Fundación del Nuevo Cine Latinoamericano en el Festival  Internacional del Nuevo Cine Latinoamericano de La Habana de 2018. Por otra parte, el filme ha sido nominado para el Premio Sur de 2018 a la Mejor Película Documental.